# Termómetro interior-exterior

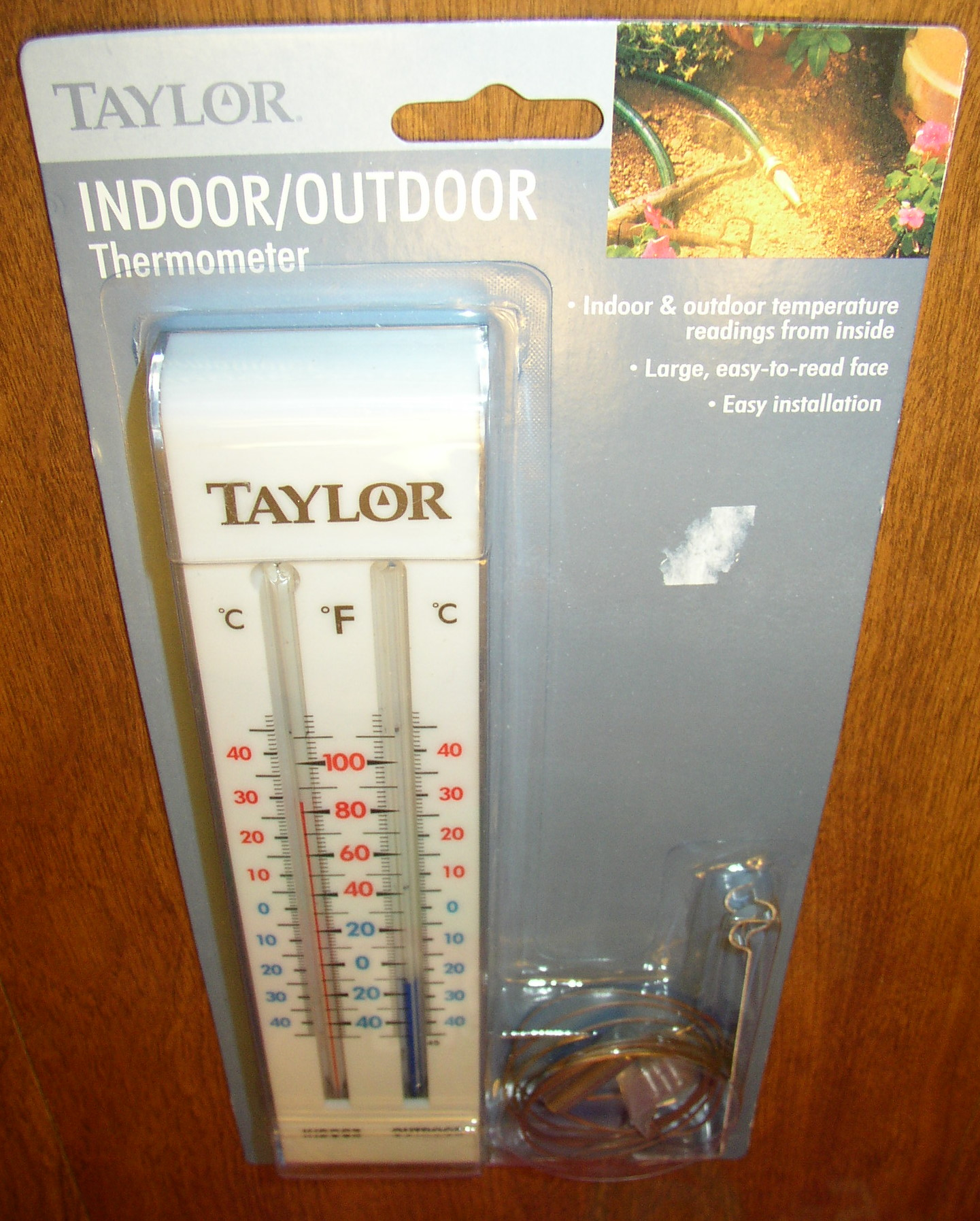
Termómetro interior-exterior

Un termómetro interior-exterior es un termómetro que proporciona simultáneamente una medición de las temperaturas interior y exterior. La parte exterior del termómetro requiere algún tipo de dispositivo remoto de detección de la temperatura. Convencionalmente, esto se hacía extendiendo el bulbo del termómetro hasta el lugar remoto. Es más probable que los instrumentos modernos utilicen algún tipo de transductor electrónico.

## Termómetro de vidrio
En un termómetro interior-exterior basado en un termómetro convencional de líquido en vidrio, el vástago del termómetro exterior está conectado al bulbo mediante un capilar largo, flexible o semirrígido. La escala de temperatura está marcada en el vástago como de costumbre. Sin embargo, la temperatura que se mide realmente es la del bulbo.
Las correcciones ambientales son difíciles de conseguir con este sistema y no se suelen hacer. Por tanto, no es tan exacto como un termómetro de precisión convencional. Más bien se suele utilizar para aplicaciones de bajo coste, como casas particulares. El principal problema con la precisión es que si el bulbo y el vástago están a diferentes niveles, se produce un cambio en la lectura debido al cambio en la cabeza de presión. Otro problema es que los cambios en la temperatura ambiente de la parte interior del dispositivo pueden causar un cambio en la lectura, así como la temperatura de la parte exterior del dispositivo. Este efecto puede minimizarse haciendo que el bulbo sea grande y el capilar tenga un diámetro pequeño. De este modo se garantiza que los cambios en la temperatura exterior produzcan grandes cambios en la columna de líquido del vástago y tiendan a anular los cambios más pequeños causados por los cambios en la temperatura interior.
Los líquidos de trabajo más utilizados son el tolueno y el alcohol. Ambos tienen grandes coeficientes de expansión de temperatura y no se congelan ni hierven en el rango de temperatura de interés.

## Tipos electrónicos

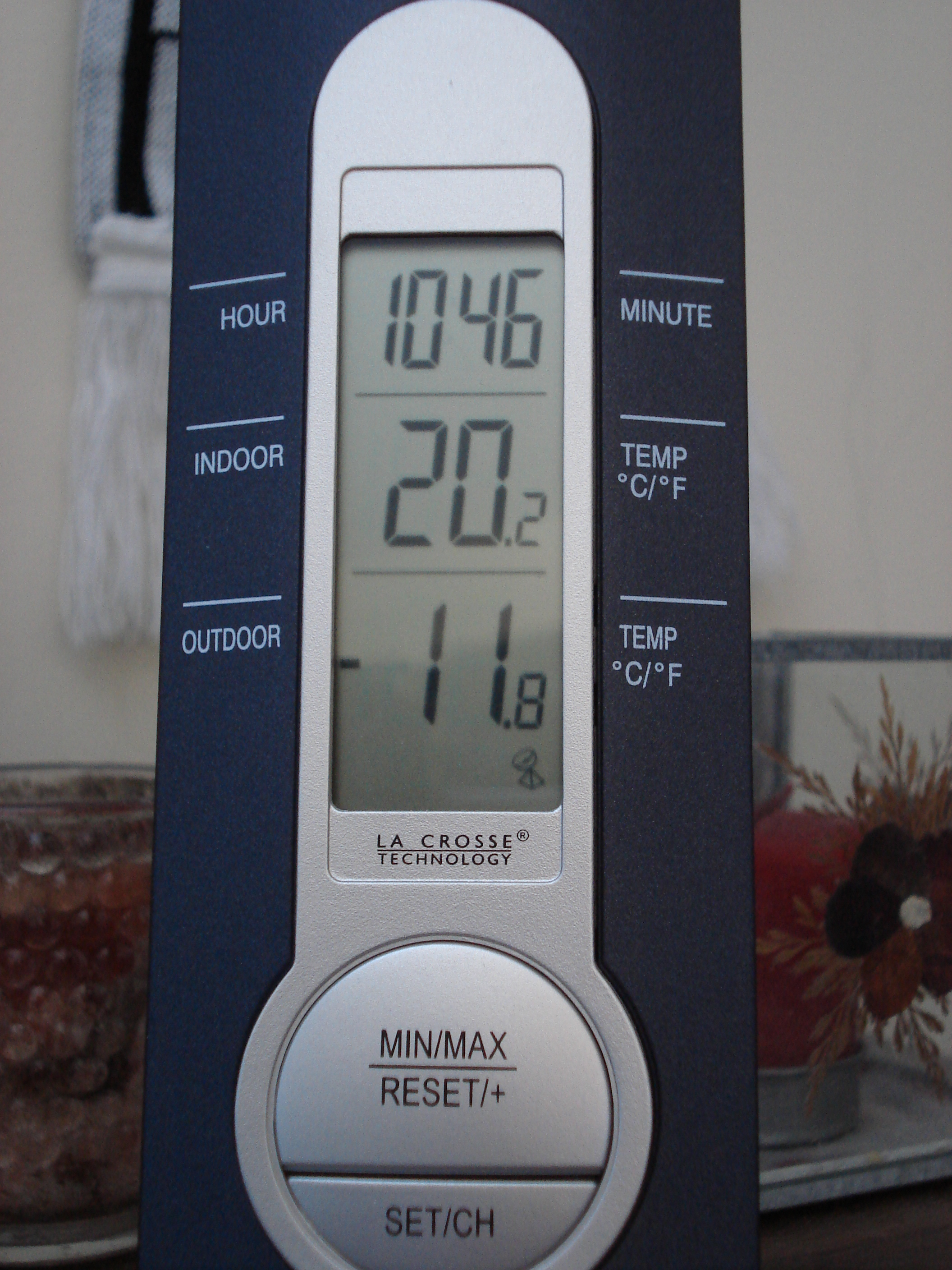
Termómetro inalámbrico para interiores y exteriores

Los sensores pueden ser de cualquiera de los tipos utilizados en los termómetros electrónicos. Los termistores son comunes y también se pueden utilizar uniones semiconductoras. Los termómetros electrónicos de interior-exterior son un proyecto frecuente de aficionados y a veces se venden como kits. Muchos termómetros de interior-exterior a la venta son dispositivos inalámbricos que no requieren conexión física con el sensor colocado en el exterior. En estos casos es necesario que el sensor funcione con pilas.

## Aplicaciones
El objetivo principal del termómetro interior-exterior es indicar la temperatura exterior dentro de un edificio, eliminando así la necesidad de salir al exterior para tomar una lectura de la temperatura. También se utilizan en vehículos, y son especialmente útiles para los vehículos municipales que participan en la limpieza de nieve y hielo. Los ingenieros de mantenimiento de edificios pueden utilizar un termómetro de interior-exterior que no haya sido instalado para obtener una lectura rápida de la temperatura del aire en un lugar dentro de un edificio. Esto se consigue haciendo oscilar el bulbo del sensor exterior en el aire mientras sigue conectado al instrumento. De este modo se obtiene una lectura más rápida porque el bulbo alcanza la temperatura mucho antes que el sensor interior integrado en el instrumento.